# Grenoble Ecole de Management
Grenoble Ecole de Management (GEM) — французька бізнес-школа (Grande Ecole).
Консульська установа була заснована в 1984 році в Греноблі, в регіоні Овернь-Рона-Альпи, Торгово-промисловою палатою (CCI) Гренобля.
Школа є членом спільноти Grenoble University Alpes
GEM є частиною Congrès des Grandes écoles і однією з 1 % бізнес-шкіл у світі, які мають «Потрійну корону» міжнародної акредитації бізнес-шкіл: EQUIS від EFMD, AMBA та AACSB.
У 2021 році GEM стала першою французькою бізнес-школою, яка створила підприємство з місією. Корпоративною соціальною відповідальністю керує комітет студентів, адміністраторів та викладачів